# Domeikava
Domeikava ist das größte Dorf in Litauen. Es ist in der Rajongemeinde Kaunas im gleichnamigen Bezirk in Mittellitauen. Die Ortschaft liegt einige Kilometer nördlich von Kaunas am Ufer des Flusses Neris. 

## Geschichte
Die Ortschaft geht auf einen Gutshof aus dem 19. Jahrhundert zurück. In der Sowjetzeit war der Ort ein Zentrum des Maschinenbaus und erlebte seine Industrialisierung. Nach der Unabhängigkeit wurde der Ort eine Vorstadt von Kaunas und zahlreiche neue Immobilien wurden errichtet. Als Schlafstadt arbeiten heute die meisten Einwohner des Ortes im nahe gelegenen Kaunas.

## Demografie
Der Ort hatte bei der Volkszählung von 2021 eine Einwohnerzahl von 5215 Personen, davon 2478 Männer und 2737 Frauen.
| Jahr | Einwohnerzahl |
| ---- | ------------- |
| 1959 | 57            |
| 1989 | 2939          |
| 2001 | 4704          |
| 2011 | 5006          |
| 2021 | 5215          |
| 2025 | 6000          |

## Sehenswürdigkeiten
Zu den Sehenswürdigkeiten gehört die 2002 errichtete Kirche der litauischen Märtyrer von Domeikava, welche den Opfern der sowjetischen Herrschaft gewidmet ist. 

## Bilder

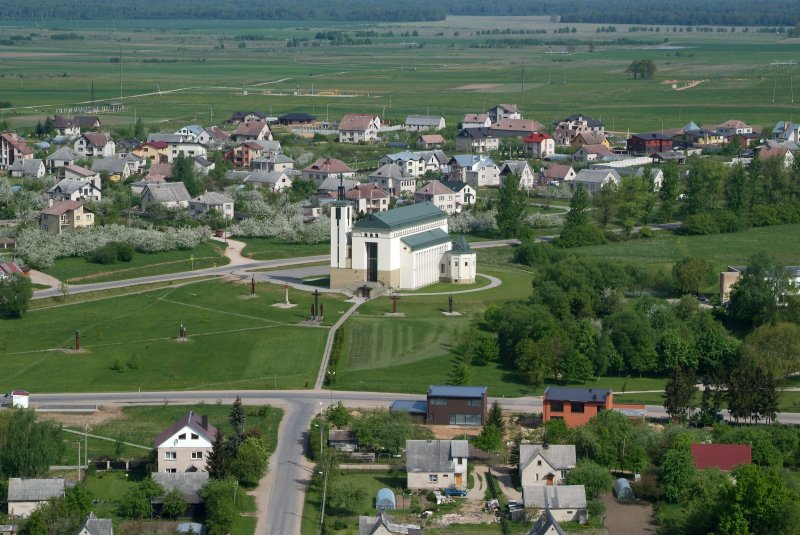
Blick auf Domeikava
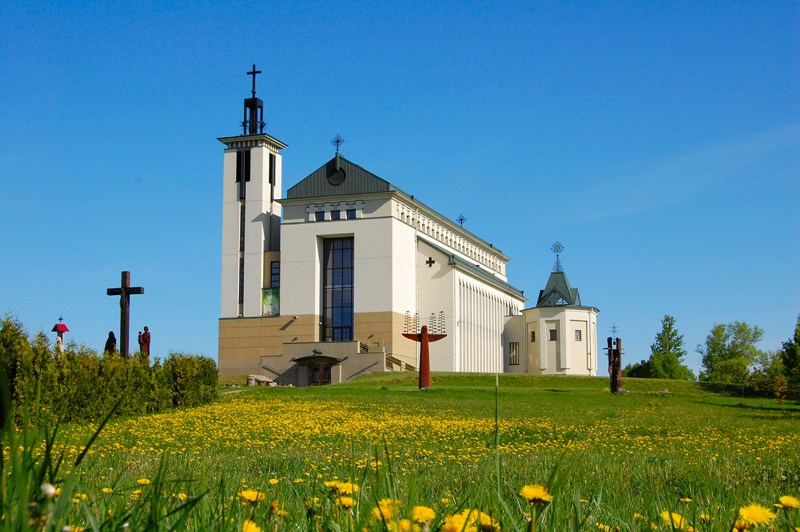
Kirche der litauischen Märtyrer von Domeikava
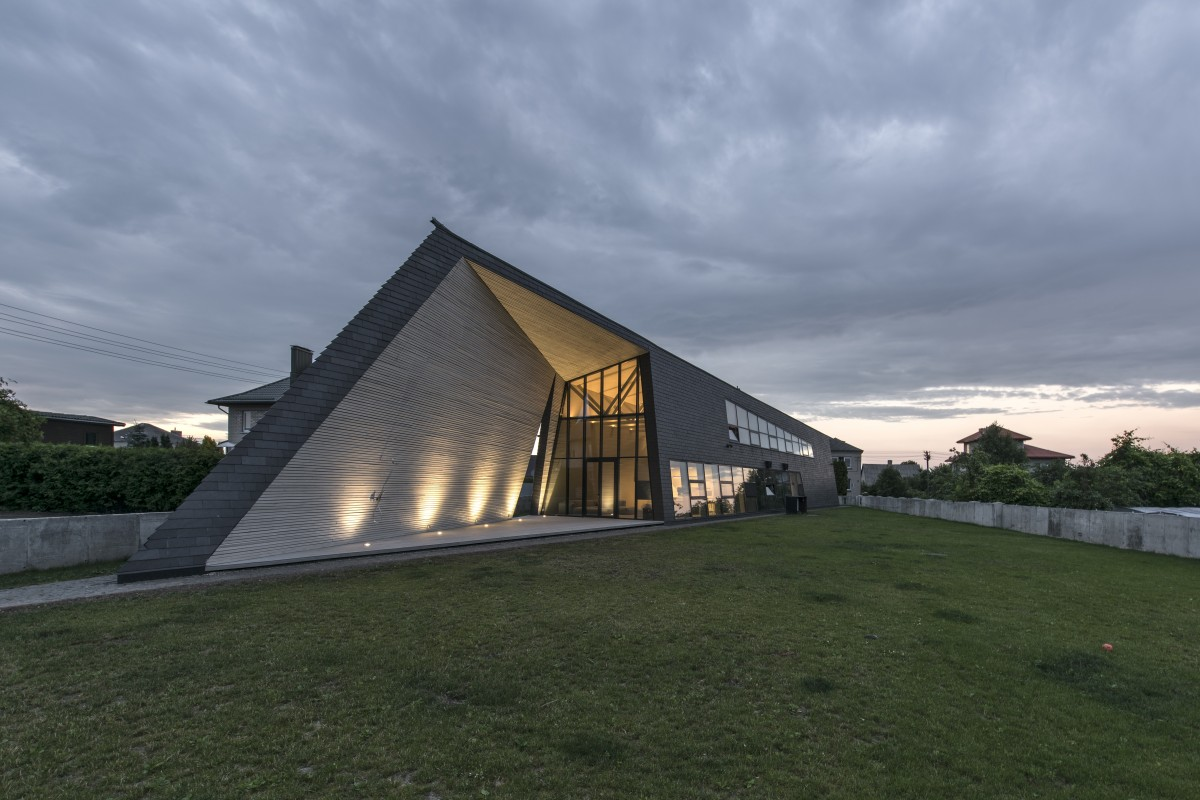
Modernes Wohnhaus in Domeikava